# The Alligator Wine
The Alligator Wine ist eine deutsche neo-psychedelischer Blues-Rock-Band aus dem Schwarzwald.

## Geschichte
Die Band wurde im Jahre 2016 vom Sänger Roberto Vitacca und dem Schlagzeuger Thomas Teufel gegründet. Der Bandname ist von dem Lied Alligator Wine von Screamin’ Jay Hawkins abgeleitet. Vitacca war von 2007 bis 2018 Sänger der Band Lacrimas Profundere. Noch im Gründungsjahr wurde am 21. November die EP Swamp Arena. Im November 2018 unterschrieb die Band einen Vertrag mit dem Plattenlabel Century Media. Am 25. Januar 2019 erschien die zweite EP The Flying Carousel, die von Kristian Kohlmannslehner produziert wurde. Es folgte eine Tournee im Vorprogramm von The Picturebooks. Zwei während eines Konzerts in Frankfurt am Main aufgenommene Titel wurden am 28. Juni 2019 als Live-Single The Reptile Experience – Live from Frankfurt veröffentlicht. Das ebenfalls von Kristian Kohlmannslehner produzierte Debütalbum Demons of the Mind erschien am 24. April 2020. Das zweite Studioalbum Bones and Teeth wurde für den 15. September 2023 angekündigt und wird über Supreme Chaos Records veröffentlicht.

## Stil
The Alligator Wine spielen vom Blues inspirierten Classic Rock ohne Saiteninstrumente. Statt E-Gitarre und E-Bass nutzt die Band eine Hammondorgel bzw. analoge Moog-Synthesizer. Als weitere Genres werden Krautrock, Space Rock und Alternative Rock genannt. Ziel der Musiker war es, die Stimmung experimenteller Musik mit einem gewissen modernen Pop-Appeal zu verbinden.
Laut Andreas Schiffmann vom deutschen Magazin Rock Hard klingen The Alligator Wine „wie The Doors mit ganz dicken Eiern und ohne Drogen“. Die Band behält sich dabei „eine Ideenvielfalt vor, von der Kapellen mit manchmal drei Gitarristen nur träumen können“. Frank Thießies vom deutschen Magazin Metal Hammer beschrieb die Musik von The Alligator Wine als „Sound-Teppich zwischen Classic, Psychedelic Rock und Krautrock“. Bezüglich der „Eingängigkeit und Tanzbarkeit“ verglich er die Band mit Mando Diao.

## Diskografie

### Alben
- 2020: Demons of the Mind (Century Media)

### EPs
- 2016: Swamp Arena (Suicide Records)
- 2019: The Flying Carousel (Century Media)

### Singles
- 2019: The Reptile Experience – Live from Frankfurt (Century Media)

### Musikvideos
- 2019: The Flying Carousel
- 2019: Dream Eyed Little Girl
- 2020: Shotgun
- 2020: Mamae
- 2023: Power of Love